# Голубиная почта

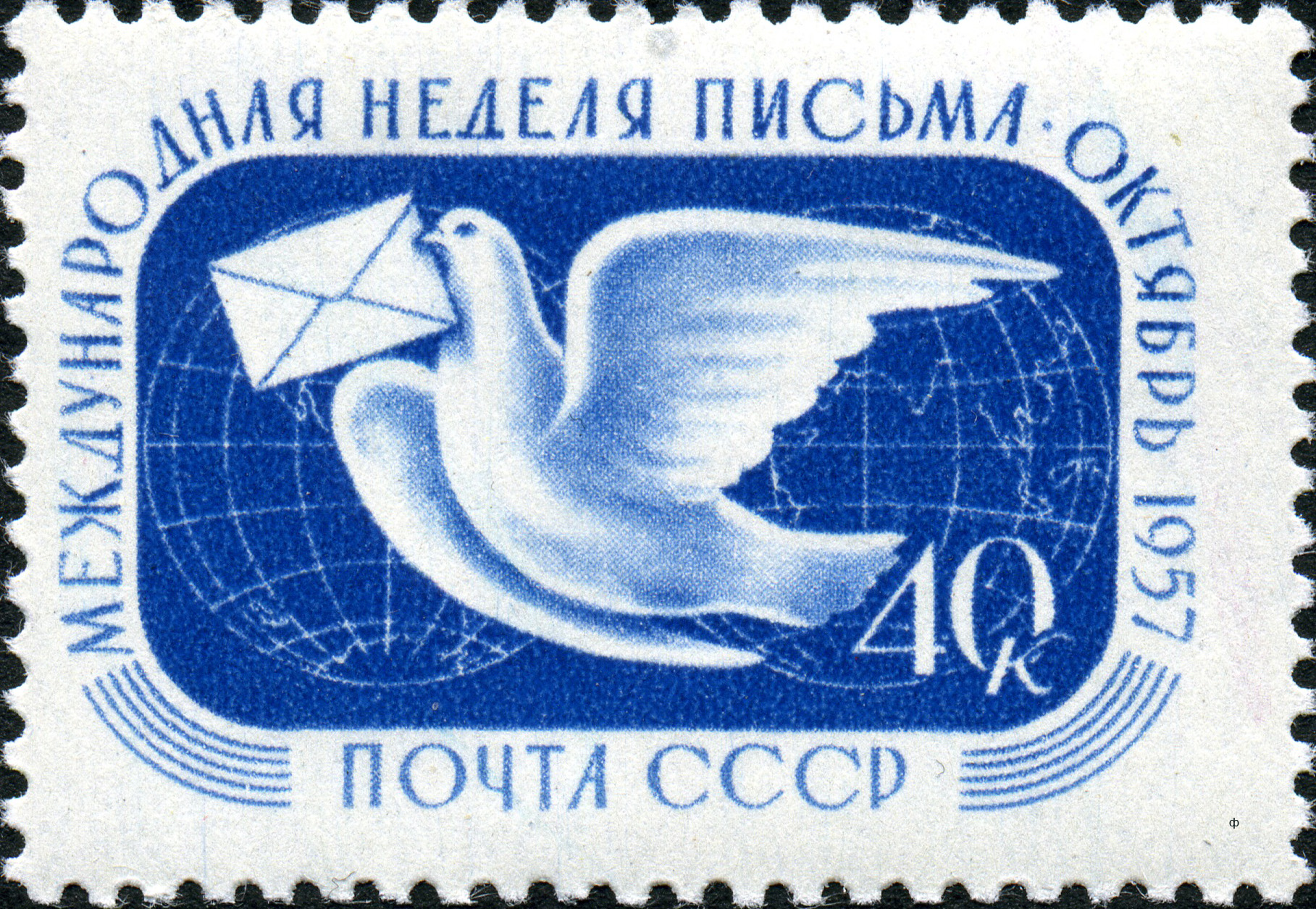
Почтовая марка СССР, 1957

Голуби́ная по́чта — один из способов почтовой связи, при котором доставка письменных сообщений производится с помощью почтовых голубей. Наиболее древний из используемых человеком видов воздушной почты.

## История

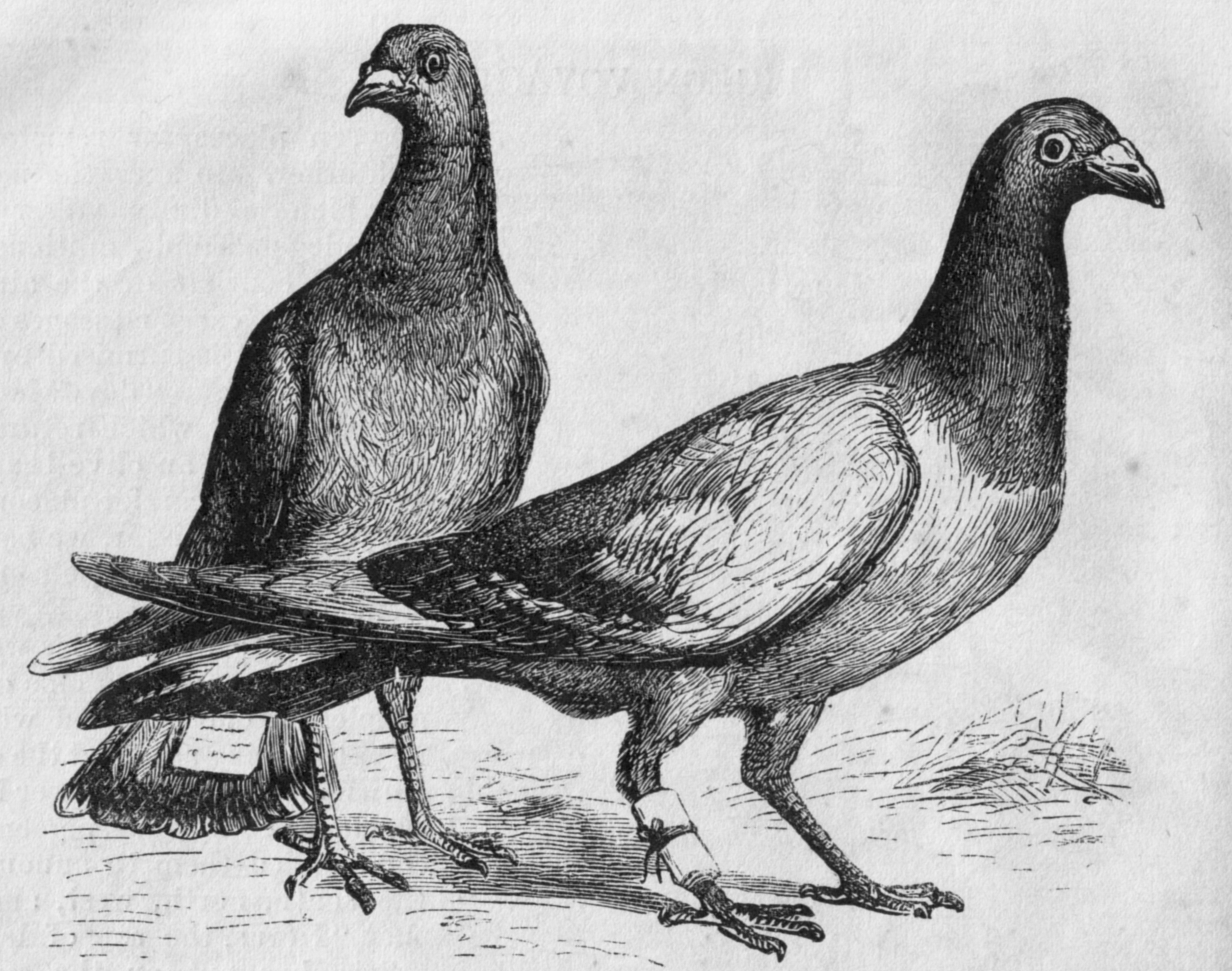
Почтовые голуби с прикреплёнными сообщениями

### Античность и средневековье
Удивительной способностью голубей возвращаться издалека домой, к родному гнезду, пользовались ещё в глубокой древности.
В Древнем Египте с помощью голубей доставляли сообщения о разливе Нила.
В Древней Греции с помощью голубей передавали имена победителей на Олимпийских играх.
Финикийцы, римляне, персы, евреи, а позднее галлы и германцы оставили обильные письменные источники об использовании голубей для военных, коммерческих и других целей.
Также есть сведения о использовании голубиной почты индейцами (инками, майя и ацтеками).
Особое развитие получила голубиная почта в Египте при Нур ад-Дине (1146−1173); тогда за пару хороших голубей платили по тысяче динариев.
В более поздние эпохи голуби оказали большие услуги в 1572 году при осаде Харлема, в 1574 году — при осаде Лейдена.

### XIX век

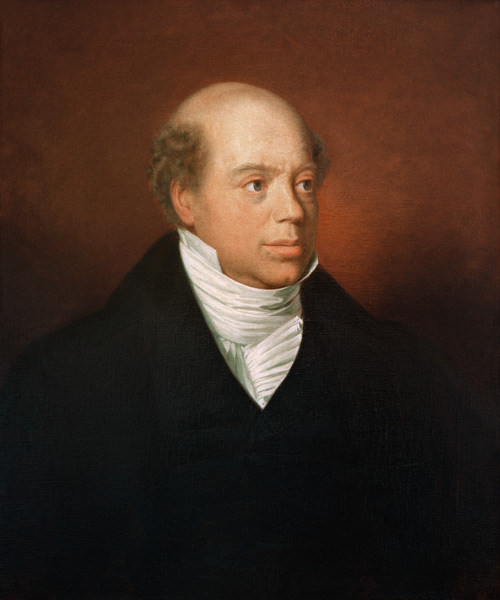
Натан Ротшильд (1777—1836), удачно использовавший голубиную почту в своём бизнесе

В начале XIX века голландское правительство организовало гражданско-военную систему голубиной связи на Яве и Суматре, используя птиц, завезённых из Багдада.
Почтовому голубю приписывают начало колоссального богатства Ротшильдов: известие об исходе сражения при Ватерлоо в 1815 году было получено Натаном Ротшильдом через голубя на двое суток раньше, что дало ему возможность удачно провести кампанию с французскими бумагами и разбогатеть.
До изобретения телеграфа (1832) этот метод сообщений пользовался значительной популярностью среди брокеров на рынке ценных бумаг и финансистов.

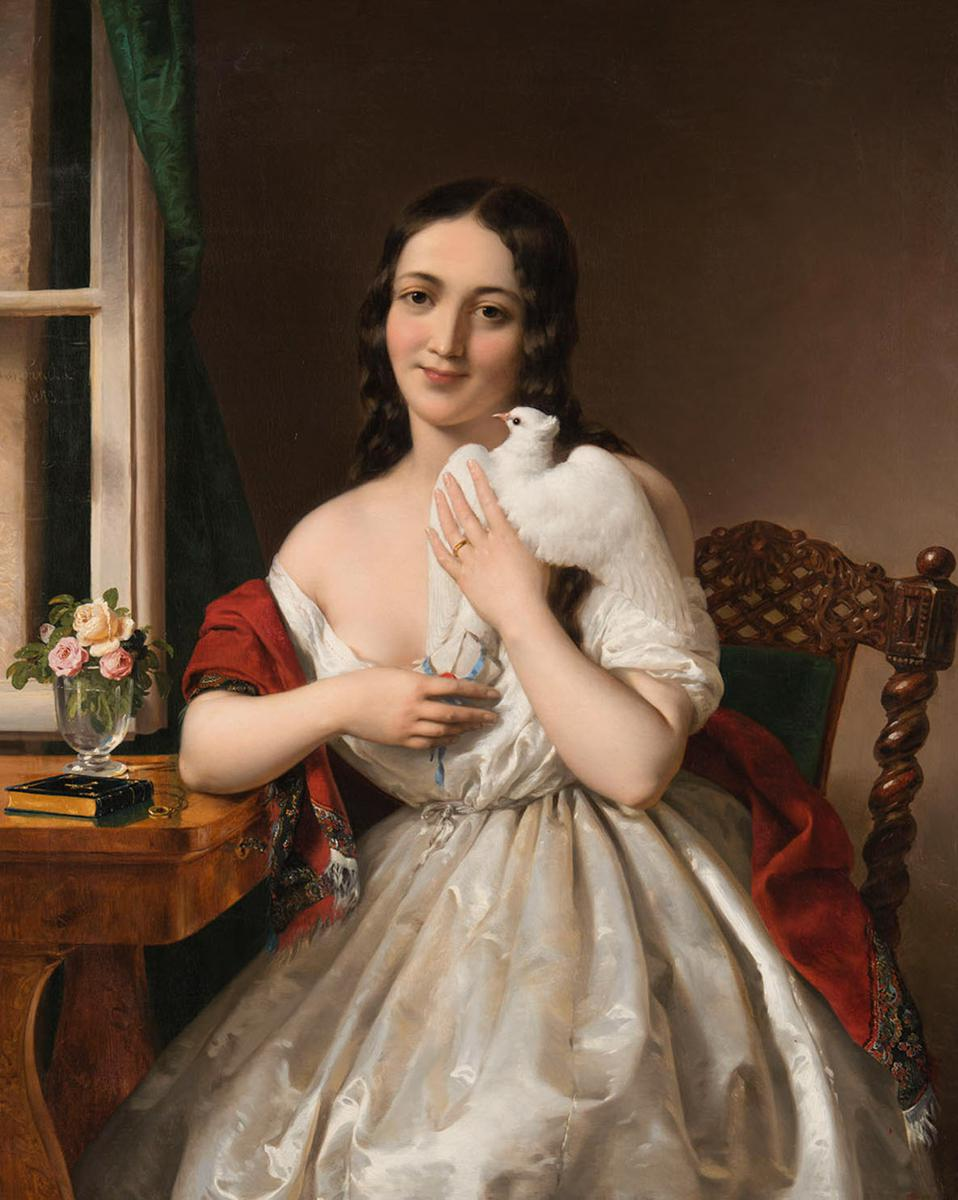
Миклош Барабаш. Голубиная почта (1843)

Во время франко-прусской войны 1870-1871 гг., при осаде Парижа прусскими войсками, 73 голубями из 363 было передано 150 000 официальных и до миллиона частных депеш (микрописем, уменьшенных фотографией). Почта для Парижа готовилась в Туре. Один голубь некоего Деруара шесть раз перелетал из провинции в Париж, завозимый из Парижа на воздушном шаре. В 1870 году в Париже был специально оборудован «голубиный почтамт» — читальный зал, в котором расшифровывались голубеграммы — микрописьма, доставленные голубями в специальных водонепроницаемых капсулах, прикреплённых к оперению или лапке голубя. 4 ноября 1870 года почтовое ведомство издало специальный декрет, статья 1 которого говорила:
Всякий имеет право, живя на территории республики, сноситься с Парижем при помощи голубей управления почт и телеграфов с уплатой 50 сантимов за слово, взимаемых при отправлении и в пределах, указанных в приказе начальника управления.

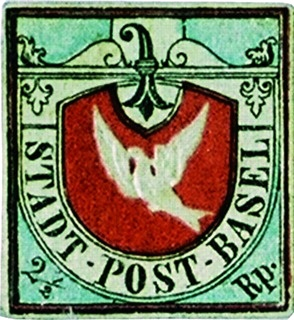
Мотив голубиной почты использован на первой марке Базеля — «Базельской голубке» (1845)

Для борьбы с голубиной почтой Парижа немцы пытались применять ястребов. Впоследствии благодарные парижане поставили голубю памятник.
После франко-прусской войны почтовых голубей стали разводить для военных целей во многих странах Европы, а также находили им гражданское применение. Так, до изобретения радио (1895) редакции газет прибегали к использованию голубей для доставки информации о гонках яхт, для чего на некоторых яхтах устраивали голубятни. В конце XIX столетия опыты с организацией голубиной почты проводились во многих странах мира, о чём свидетельствуют публикации в прессе того времени:
Опыты в 1895 году по почину Жиффара, в Атлантическом океане доказали, что хорошо дрессированные почтовые голуби могут пролетать расстояние до 800 верст. Капитан Рено, заведующий военной голубиной почтой французской армии, повторил опыты Жиффара. Один голубь, пущенный с расстояния 3000 верст от американского побережья, пролетел эту огромную дистанцию. Путём тщательного подбора и тренировки пернатых вопрос об устройстве голубиных почт для океанских кораблей может быть решен с успехом. Корабль, взяв известное количество французских и американских голубей, может пользоваться теми и другими, смотря по своему местонахождению.«Правительственный вестник», 24 мая 1898 года.
Вопрос о надежности голубиной почты на далёких расстояниях через сушу и море давно решён в утвердительном смысле. Можно безошибочно сказать, что 80 % голубей на расстоянии 150 миль от станции совершат перелёт со скоростью 35—40 миль в час… Голубями теперь пользуются на практике для пересылки важных бумаг. В Германии, Франции, Австрии, Бельгии, Испании, Италии и России голубиные станции для военных целей обставлены очень хорошо. Во Франции, Германии, Италии, России и Испании имеются станции для морских целей, а ныне Великобритания обратила своё внимание на этот прекрасный способ сообщения через море.«Правительственный вестник», 14 октября 1898 года.
На Гавайских островах, ввиду недостаточности пароходных сообщений, в 1897 году была также организована регулярная голубиная почта, с которой пересылались письма и деньги.

### Голубиная почта острова Грейт-Барриер

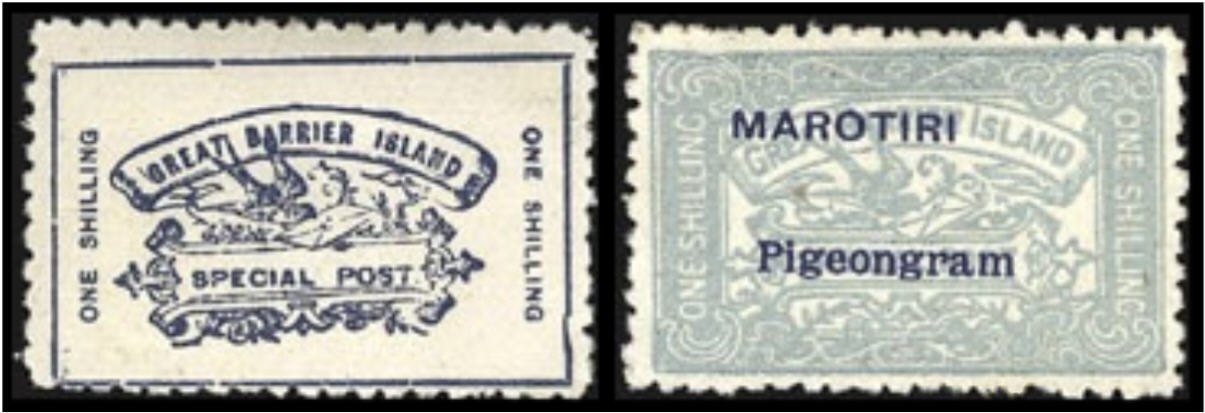
Первые марки новозеландской голубиной почты, предназначенные для связи с островом Грейт-Барриер (слева) и островами Маротири (справа) (1898)

Особое место в истории голубиной почты занимает почтовая служба англ. Great Barrier Island Pigeon-Gram Service («Служба голубеграмм острова Грейт-Барриер»), существовавшая на Новой Зеландии в конце XIX — начале XX веков. Она связывала крупнейший город страны, Окленд, с островами Грейт-Барриер, Маротири и городом Порт-Чарлзом на полуострове Коромандел.

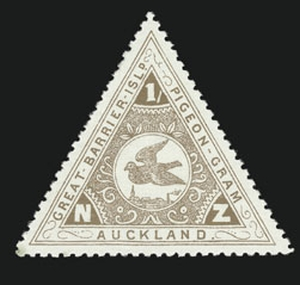
С 1899 года новозеландская служба голубеграмм выпускала треугольные марки для связи с островом Грейт-Барриер

Первое послание было доставлено 29 января 1896 года голубем по кличке Arie'. Каждый голубь переносил до пяти посланий. Рекорд доставки был установлен голубем по кличке Velocity («скорость»), который преодолел расстояние между островом Грейт-Барриер и Оклендом за 50 минут со средней скоростью 125 км/ч.
С 1898 по 1908 год выпускались почтовые марки голубеграммы, которые можно рассматривать в качестве первых в мире знаков воздушной почты. Первая специальная почтовая марка для голубиной почты по линии Окленд — Грейт-Барриер была выпущена тиражом 1800 экземпляров. В 1899 году для связи в этом же направлении появились треугольные марки двух номиналов: синяя — 6 пенсов и красная — 1 шиллинг, а для сообщения с архипелагом Маротири компанией одноимённого синдиката была выпущена собственная почтовая марка.
После прокладки кабеля связи в 1908 году голубиная почта была закрыта.

### XX век и современность

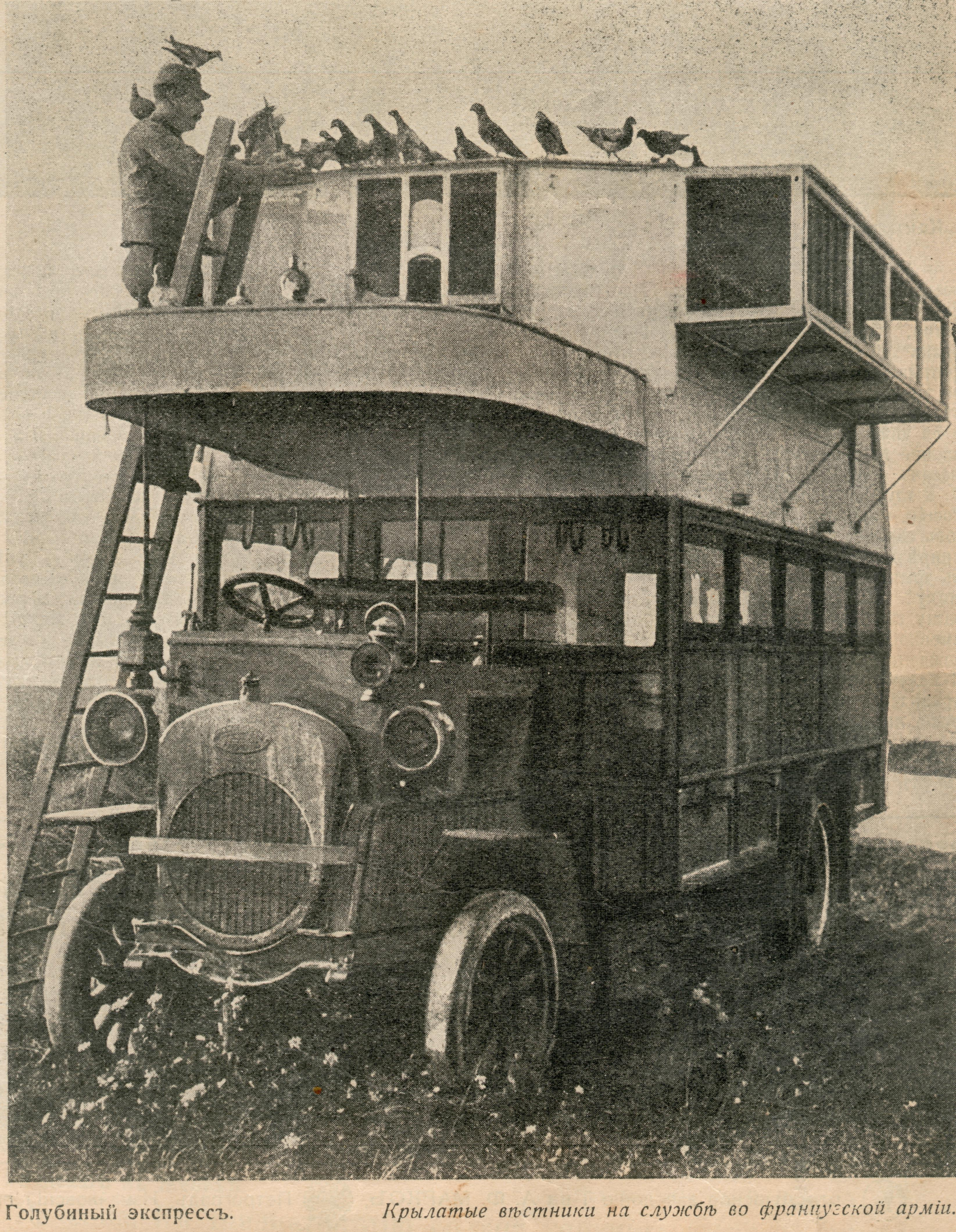
Голубиный автомобиль французской армии в первую мировую войну (осень 1916)

Голубиная связь широко применялась в годы Первой мировой войны.
В дальнейшем развитие проводной и особенно радиосвязи вытеснило голубиную почту в военном деле. Тем не менее, в ходе Второй мировой войны «голубиные станции» были в армиях Британской империи, Франции и Японии, использовали их и советские партизаны. На вооружение Красной Армии военно-голубиная связь была принята в 1929 году приказом Реввоенсовета «О принятии на вооружение системы голубиной связи» и использовалась как вспомогательное средство (в ходе войны — в основном в интересах разведывательных отделов армий, для доставки донесений разведгрупп из ближнего тыла противника) вплоть до 1945 года.
Во второй половине XX века голубиная почта использовалась газетными репортёрами агентства Рейтер. Птицы доставляли редакции почту быстрее, чем это мог бы сделать автомобиль, застревающий на улицах в часы пик. Успешно использовала голубиную почту в Ялте «Курортная газета». В честь голубиной почты в ФРГ была выпущена почтовая марка в 1963 году. Известны маркированные голубеграммы — как один из видов цельных вещей, которые были выпущены, например, в Чехословакии в 1966 и 1968 годах.
В 1980-е годы в некоторых странах мира почтовых голубей продолжали использовать для доставки депеш и лекарств.
В последнее время голубиная почта организуется, главным образом, в рекламно-агитационных и коммерческих целях или преследует ярко выраженный памятный филателистический характер. Так, в 1996 году почтой Словакии были выпущены голубеграммы, посвящённые летней Олимпиаде в Атланте.
В Новой Зеландии, на родине первой регулярной голубиной почты, ежегодно проводится очень популярное у коллекционеров мероприятие «Stamp week» («Неделя почтовой марки»), которое обычно сопровождается организацией голубиной почты. При этом письма, доставленные почтовыми голубями, часто франкируются специально для этого выпущенными марками с использованием спецштемпелей.
Известны также случаи использования дрессированных почтовых голубей для доставки контрабанды (так, в 2013 году гражданин США Дьюк Райли использовал голубей для контрабанды кубинских сигар с Кубы в штат Флорида - из 23 обученных им птиц 11 выполнили 160-километровый перелёт через Флоридский пролив и вернулись обратно с грузом).

## Общие сведения
Дальность голубиной связи со стационарной станцией составляет в среднем 300 километров (хотя зафиксированы случаи доставки сообщений на расстояние до 1000 км).
Скорость доставки сообщения зависит от породы и состояния голубя, метеоусловий, температуры воздуха и ряда других факторов. Как правило, почтовый голубь летит на высоте 100—300 метров со скоростью 60-70 км/ч (хотя зафиксированный на соревнованиях почтовых голубей рекорд — доставка сообщения на расстояние 360 км за 280 минут).
Сообщения, написанные на бумажном носителе, прикреплялись к голубиной лапке с помощью подручных средств.

## Отражение в культуре и искусстве
- Хорошее описание будней голубиной почты конца XIX — начала XX веков и яркой и трудной судьбы почтового голубя дал канадский и американский писатель-анималист Эрнест Сетон-Томпсон в рассказе «Арно»[12].
- Применению почтовых голубей во Второй мировой войне посвящён англо-американский мультфильм «Вэлиант: Пернатый спецназ».